# Шипокно
Шипокно (мкд. Шипокно) је насеље у Северној Македонији, у југозападном делу државе. Шипокно припада општини Охрид.

## Географија
Насеље Шипокно је смештено у крајње југозападном делу Северне Македоније. Од најближег града, Охрида, насеље је удаљено 5 km јужно.
Шипокно се налази у историјској области Охридски крај, која се обухвата источну и североисточну обалу Охридског језера. Насеље је смештено високо, на западним падинама планине Галичице, а изнад Охридског језера. Надморска висина насеља је приближно 770 метара.
Клима у насељу, и поред знатне надморске висине, има жупне одлике, па је пре умерено континентална него планинска.

## Историја
Шипокно, мада старо насеље, током друге половине 20. века је готово у целости за постало туристичко насеље.

## Становништво
Шипокно је према последњем попису из 2002. године имало 5 становника. 
Већину становништва чине етнички Македонци (100%).
Већинска вероисповест је православље.